# Chetogena micronychia
Chetogena micronychia là một loài ruồi trong họ Tachinidae.